# یونانوسور
یونانوسور (نام علمی: Yunnanosaurus) نام یک سرده از شاخه طنابداران است.